# Erich Hecke

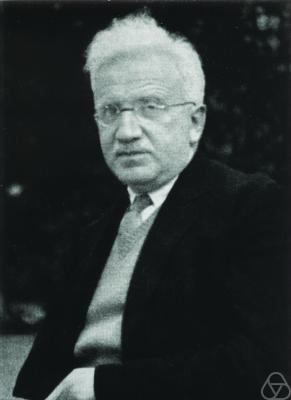
Erich Hecke - zdjęcie autorstwa Konrada Jacobsa.

Erich Hecke (ur. 20 września 1887 w Buku, zm. 13 lutego 1947 w Kopenhadze) – niemiecki matematyk zajmującym się głównie algebraiczną teorią liczb i formą modularną.

## Życiorys
Studiował matematykę i nauki przyrodnicze najpierw na uniwersytecie we Wrocławiu, a potem w Berlinie i Göttingen. W 1910 roku doktoryzował się u Davida Hilberta pracą o funkcjach modularnych dwóch zmiennych. W roku 1912 uzyskał habilitację w Göttingen, a w 1915 roku profesurę w Bazylei. Następne przystanki w jego karierze naukowej to Göttingen i w końcu Hamburg.
W czasie II wojny światowej nie krył się ze swymi poglądami antyfaszystowskimi, za co groziło mu aresztowanie. Ostatnie lata swego życia spędził w Kopenhadze, gdzie skorzystał z gościny u Haralda Bohra. Hecke przyjaźnił się m.in. z takimi naukowcami z Hamburga jak Otto Stern, Walter Baade, Wolfgang Pauli.
Prowadzone w okresie międzywojennym badania doprowadziły go do wielu przełomowych odkryć w matematyce m.in. dot. związków pomiędzy formami modularnymi i kwadratowymi. Badania w tym obszarze były kontynuowane przez Carla Ludwika Siegela.
Związki pomiędzy formami modularnymi a teorią liczb są obecnie w programie Langlanda centralnym obszarem badań w matematyce.
Jego nazwiskiem nazwano "operatory Hecke", które wprowadził do matematyki w roku 1937.
Erich Hecke jest także autorem prac z zakresu równań całkowych i kinetyczno molekularnej teorii gazów.
Pozostałe po nim dzieła znajdują się obecnie w Instytucie Historii Nauk Przyrodniczych i Techniki Uniwersytetu w Hamburgu.

## Publikacje
- Hecke "Höhere Modulfunktionen und ihre Anwendung in der Zahlentheorie", Math.Annalen 1912, Dissertation
- Hecke "Über die Konstruktion der Klassenkörper reell quadratischer Körper mit Hilfe von automorphen Funktionen", Nachr.Gött. Akad., 1910
- Hecke "Über die Zetafunktion beliebiger algebraischer Zahlkörper", Nachr.Gött.Akad. 1917
- Hecke "Über die L-Funktionen und den Dirichletschen Primzahlsatz für beliebige Zahlkörper", Nachr.Gött.Akad. 1917
- Hecke "Über eine neue Art von Zetafunktion und ihre Beziehung zur Verteilung der Primzahlen", Math.Zeitschrift 1918
- Hecke "Zur Theorie der elliptischen Modulfunktionen", Math.Annalen 1927
- Hecke "Über die Bestimmung Dirichletscher Reihen durch ihre Funktionalgleichung", Math.Annalen 1936
- Hecke "Modulfunktionen und Dirichlet Reihen mit Euler-Produktentwicklung", Math.Annalen 1937 (Hecke Operatoren), Teil 2 ist hier: [1]